# Jerzy Andrzej Białłozor
Jerzy Andrzej Białłozor herbu Wieniawa (zm. 28 lutego 1724 roku) – stolnik upicki do 1724 roku.
W 1718 roku i 1729 roku był posłem na sejm z powiatu upickiego.